# Paola Maiolini
Pour les articles homonymes, voir Paola et Maiolini.
Paola Maiolini, née en 1953 à Rome, est une actrice de films érotiques italienne.

## Biographie
Paola Maiolini est la petite-fille de l'actrice Alba Maiolini.

## Filmographie
- 1972 : Confessioni segrete di un convento di clausura (it) : sœur Clomira
- 1974 : All Screwed Up
- 1974 : Permettete signora che ami vostra figlia? : la serveuse
- 1974 : I sette magnifici cornuti : l'américaine
- 1975 : The Immortal Bachelor : Lena
- 1975 : La missione del mandrillo
- 1975 : Never on Friday
- 1975 : Amori, letti e tradimenti : la secrétaire de la commandature
- 1976 : Remo e Romolo (Storia di due figli di una lupa) : Ersilia
- 1976 : Le Patron et l'Ouvrier (Il padrone e l'operaio) de Steno : la fille qui danse avec Gianluca
- 1976 : Salon Kitty (Salon Kitty)
- 1976 : Cuginetta, amore mio! : Ornella
- 1977 : The Red Nights of the Gestapo : Bertha
- 1977 : Per amore di Poppea
- 1977 : La compagna di banco : Dominica
- 1977 : Confessions of Emanuelle
- 1978 : Erotic Encounters : Emily
- 1978 : Cugine mie : Antonietta
- 1978 : Obscene Desire : une prostituée
- 1978 : Un poliziotto scomodo
- 1979 : L'étrange monsieur Duvallier (série télévisée) : Jenny
- 1979 : Les Amours interdites d'une religieuse (Immagini di un convento) : sœur Consolata
- 1979 : Baby Love : Regina